# رونه استوردال
رونه استوردال (انگلیسی: Rune Stordal؛ زادهٔ ۸ آوریل ۱۹۷۹) اسکیت‌باز سرعت، و دوچرخه‌سوار اهل نروژ است.